# Drosophila dilacerata
Drosophila dilacerata är en tvåvingeart som beskrevs av Becker 1919. Drosophila dilacerata ingår i släktet Drosophila och familjen daggflugor.
Artens utbredningsområde är Ecuador.